# 김신호
김신호(金信鎬, 1952년 10월 13일~)는 대한민국의 대학 교수이자 정치인이다.
초등학교 교사, 중학교 교사, 공주교육대학교 교수로 재직하였고, 대전광역시교육위원으로 재임하였으며, 대전광역시교육감에 3번 당선되었다.

## 생애
성동초등학교와 강경중학교, 강경상업고등학교, 공주교육대학을 졸업했다.
1977년 1월 11일 오후 1시 당진 북창초등학교 교사로 첫 발령을 받았으며, 배우자(김태남 여사)도 그곳에서 만났다. 5년 간 당진에서 초등학교 교사로 근무한 뒤 대전으로 발령을 받아 대전 천동초등학교 교사로 재직했다.
대전에서 숭전대학교(한남대학교로 명칭 개칭) 야간부 과정으로 편입학하여 국어국문학 전공, 영어교육학 부전공으로써 낮에는 교사로, 밤에는 대학생으로 3년 남짓을 보내 중등교원 자격증을 취득하였다.
부여 홍산중학교로 발령받아 1년 간 재직하다가 1984년 3월에 퇴직하고, 퇴직금으로 받은 670만 원을 들고 미국 유학길에 올라 8년에 걸쳐 일리노이대학교에서 교육학 석사, 아이오와대학교에서 교육학 박사학위를 각각 취득하였다.
1994년 8월에 공주교육대학교 교수로 재직을 시작했다.
2002년 7월 11일 시행된 제4대 대전광역시교육위원 선거(간접선거)에 대전 1선거구에 출마해 당선되어, 2002년 9월 1일부터 2006년까지 대전광역시교육위원회에서 위원으로 재직했다.
2006년 7월 31일 실시한 대전광역시교육감 간접 선거에서 1,571표(48.5%)를 얻었으며, 8월 2일 결선투표에서 1,943표(66.9％)를 득표해 당선되었다. 결선투표는 전체 선거권자 3,413명중 2,912명이 투표에 참가하여 85.3％의 투표율을 기록하였으며, 전체 유효투표수는 2,906표였다.
그러나 대전광역시교육감 재선거에서 사전선거운동을 한 혐의로 곧바로 충남지방경찰청에 지방교육자치에관한법률위반 죄로 입건되었다. 김신호는 경찰 2차 조사때 사전 예고 없이 오전 7시 40분경에 경찰의 공식 출근 시간보다 빠르게 충남지방경찰청에 ‘기습 출두’해 기자들을 피하기도 했다.
김신호는 총 13회 사전선거운동한 죄로 기소되었는데, 휴대전화기를 이용한 사전선거운동은 통화내역 중 극히 일부만 기소된 것이다. 2007년 2월 7일 대전지방법원 형사 제4부는 지방교육자치에관한법률위반죄로 기소된 김신호에 대하여 벌금 150만 원의 유죄판결을 선고하였다. 재판부는 공소사실 모두를 유죄로 인정하였고, 죄질(계획적이고 반복적인 범행), 교육감 선거의 특성(정치적 중립성, 소수의 선거인단), 법정 태도(부인), 범죄전력(동종 전과 1회) 등을 종합적으로 고려하여 검찰의 구형(150만 원)을 그대로 받아들였다.
2007년 4월 20일 항소심에서 벌금 80만원으로 감형되어 교육감직을 유지하게 되었다.
2008년 12월 17일 실시된 주민직선 1기 대전광역시교육감(제7대) 선거에 출마하여 45.34%의 득표율, 76,513표 획득으로 당선되었다. 총 유권자 수 1,108,959명 중 투표 참가자는 169,635명으로, 무효는 911표, 기권은 939,324표를 기록했다. 교육감 임기는 2009년 1월 17일부터 2010년 6월말까지 1년 6개월간이다.
대전광역시 제8대 교육감을 선출하는 제5회 전국동시지방선거에서 대전광역시 교육감 후보로 출마하여 240,804표를 득표하여 41.58%의 지지율로 교육감에 재선되었다.
2014년 8월 27일 교육부 차관에 취임하였고 2015년 2월 5일까지 재임하였다.
2016년 1월 11일 새누리당 대표 김무성에 의해 영입되어 새누리당에 입당했다.
2023년 4월 14일 국가교육위원회 제12차 회의에서 국가교육위원회의 국가교육과정 전문위원회 위원(교육과정 분야)으로 위촉하는 안이 통과되었고, 2023년 5월 1일 위촉일부터 2025년 4월 30일까지 기간 동안 국가교육위원회 국가교육과정전문위원회 위원장으로 위촉되었다.

## 범죄전력
2006년 대전광역시교육감 선거와 관련해 지방교육자치에관한법률위반 유죄 판결을 받기 전 선거 범죄로 처벌받은 적이 있다(동종 전과 1회).

### 간선 대전광역시교육감 선거 사전선거운동
김신호는 2006년 7월 31일부터 2006년 8월 2일까지 사이에 실시된 대전광역시 교육감 재선거에 출마하여 당선된 사람이다.
누구든지 선거운동기간 전에 선거운동을 하여서는 아니된다.
그럼에도 불구하고 김신호는 2006년 7월 7일 20:08경 대전 대덕구 송촌동에 있는 ‘월산본가’라는 상호의 식당에서 오■■이 윤○순, ○○초등학교 운영위원회 위원인 김○연, ○○중학교 운영위원회 위원인 박○희, 김○자, 남○순, 홍○란 등과 함께 식사를 하던 중, 자신에게 전화를 걸어 “○○중학교 운영위원회 위원들과 인사나 하라.”는 취지의 말을 하면서 박○희 등 ○○중학교 운영위원회 위원 4명을 차례로 바꾸어 주자, 김신호는 평소 친분관계도 전혀 없던 박○희 등 4명과 차례로 통화하면서 “안녕하세요 김신호입니다. 좋은 시간 보내세요.”라는 취지로 말하는 등 ○○중학교 운영위원회 위원 4명에게 자신의 이름을 알리면서 인사하는 등의 방법으로 오■■과 공모하여 선거운동기간 전에 선거운동을 하였다.
2006년 7월 12일 김신호는 12:50경 대전 대덕구 삼정동에 있는 ‘호수 위의 그림 두 편’이라는 상호의 레스토랑에서 박▲▲이 “○○중학교 운영위원회 위원을 만나기로 하였으니 와서 인사하라.”는 취지로 말한 전화를 받은 뒤, 이에 따라 위 레스토랑을 방문하여 위 레스토랑의 주인이자 ○○중학교 운영위원회 위원인 조○구와 같은 학교 운영위원회 위원인 김○자를 만나 “이번 교육감 재선거는 결선투표까지 가지 않을 것이다. 이번에는 내가 된다. 도와달라.”는 취지로 자신에 대한 지지를 부탁하면서 조○구에게 명함 1장을 교부하는 등의 방법으로 박▲▲과 공모하여 선거운동기간 전에 선거운동을 하였다.
2006년 7월 13일 14:00 경 김신호는 강◇◇과 ○○○중학교에 급식을 납품하고 있는 ‘주식회사 ○○’의 대표이사인 이●●이 ○○○중학교 운영위원회 학부모위원들을 초대하여 식사를 제공하고 있던 대전 서구 도마동 80-23에 있는 ‘갑돌갈비’라는 상호의 식당에, 강◇◇이 “학교운영위원회 위원들과 함께 식사모임을 하고 있으니 와서 인사하라.”라는 취지로 말한 전화를 받고 방문하였다. 그리고 강◇◇으로부터 “이번 교육감 선거에 출마하는 김신호 교수님입니다.”라고 소개받자, “내가 교육감에 당선되면 내 월급 외에는 일체 손을 대지 않겠다. 여러 운영위원님들이 도와달라.”는 취지로 자신에 대한 지지를 부탁함으로써 강◇◇과 공모하여 ○○○중학교 운영위원회 위원인 이○옥, 채○영, 윤○하, 강○모, 민○식, 유○희 등에게 선거운동기간 전에 선거운동을 하였다.
2006년 7월 17일 19:00경 조◆◆이 대전 중구 유천동에 있는 ‘아리랑 식당’에서 ○○초등학교 운영위원회 위원인 안○원, 유○현, 이○희, 김○선에게 연락하여 위 식당으로 모이게 하고, 권○순은 김신호에게 전화하여 ○○초등학교 운영위원회 위원들의 식사모임이 있다는 사실을 알려주었다. 권○순으로부터 이러한 연락을 받은 김신호는 같은 날 19:50경 위 식당을 방문하여 권○순으로부터 “이번에 교육감 재선거에 후보로 나오실 분이다.”라고 소개받자 “이번에 선거를 다시 하게 되어 교육감에 다시 출마하게 되었다. 내 텃밭이 동부이고 동부가 나를 만들었으니 잘 부탁드린다. 동부 교육발전을 위해 힘쓰겠다.”는 취지로 자신에 대한 지지를 부탁함으로써 조◆◆과 권○순과 공모하여 선거운동기간 전에 선거운동을 하였다.
2006년 6월 21일 18:41경 김신호는 박○호로부터 빌려 사용하고 있던 휴대전화기로 ○○고등학교 운영위원회 위원인 서○성에게 전화를 걸어 “김신호입니다. 잘 부탁드립니다.”라고 말하는 방법으로 선거운동기간 전에 선거운동을 한 것을 비롯하여 그때부터 2006년 7월 19일 10:11경까지 총 9차례에 걸쳐 ○○에 있는 학교의 운영위원회 위원 8명과 통화하면서 자신의 이름을 알리거나 자신에 대한 지지를 부탁하는 등의
방법으로 선거운동기간 전에 선거운동을 하였다.
2007년 2월 7일 대전지방법원 제4형사부는 김신호에게 지방교육자치에관한법률위반 죄로 벌금 150만원 형을 선고하였다.
2007년 4월 20일 대전고등법원 제1형사부는 원심판결을 파기하고 김신호에게 벌금 80만원을 선고하였다.

## 역대 선거 결과
|  | 45.34% |

|  | 41.58% |

|  | 26.18% |